# Ruzhdie
Ruzhdie è una frazione del comune di Patos in Albania (prefettura di Fier).
Fino alla riforma amministrativa del 2015 era comune autonomo, dopo la riforma è stato accorpato, insieme agli ex-comuni di Patos e Zharrëz a costituire la municipalità di Patos.

## Località
Il comune era formato dall'insieme delle seguenti località:
- Ruzhdie
- Siqece
- Gjynaqare
- Drenie
- Kasnic